# Rodrigo Crexell
Rodrigo Hugo Crexell, né le 5 février 1968, est un ancien joueur de rugby argentin, évoluant au poste de demi de mêlée.

## Carrière

### Clubs Successifs
- Atlético del Rosario  Argentine

### équipe nationale
Rodrigo Crexell a connu 14 sélections internationales en équipe d'Argentine, il fait ses débuts  le 27 octobre 1990 contre l'équipe d'Irlande. Sa dernière apparition comme Puma a lieu le 8 octobre 1995 contre les Uruguayens.
Il participe à la Coupe du monde de rugby 1995 et il marque un essai contre les Samoa : 3 matchs, 3 comme titulaire, un essai.

## Palmarès

### Sélections nationales
- 14 sélections en équipe d'Argentine
- 1 essai, 2 transformations, 1 pénalité
- 12 points
- Nombre de sélections par année : 2 en 1990, 1 en 1991, 1 en 1992, 1 en 1993, 9 en 1995

- Participation à la Coupe du monde de rugby : 1995 (3 matchs disputés, 3 comme titulaire, 1 essai).